# Fairuz Fauzy
Mohamed Fairuz Fauzy (24. října 1982, Kuala Lumpur) je malajsijský automobilový závodník. Pro sezonu 2010 jej tým Team Lotus jmenoval svým oficiální testovacím a náhradním pilotem.

## Formule 1
13. prosince 2009 byl Fairuz Fauzy oznámen jako třetí a testovací pilot týmu Lotus pro rok 2010. Toto místo ho stálo 2 miliony dolarů. Poprvé do monopostu formule 1 usedl 17. února testech v Jerezu.

## A1GP
Za malajský tým jezdil Fairuz Fauzy v sezonách 05/06, 07/08 a 08/09.
05/06 - Odjel čtyři závody a dvakrát bodoval za osmé místo.
07/08 - Ze čtyř velkých cen získal body za jedno deváté a jedno páté místo.
08/09 - Tato sezóna znamenala dalších 12 závodů, dvě pódia a jedno vítězství. Získal 43 bodů a dostal svůj tým na šesté místo v celkovém pořadí.

## GP2
2005 - Ve svém premiérovém roce v GP nezískal za tým DAMS ani jeden bod. Jeho týmový kolega José María López dosáhl 36 bodů a jednoho vítězství.
2006 - Kvůli roku stráveném v nekonkurenceschopném týmu DAMS nezískal Fauzy jiné místo než v týmu Super Nova Racing, za které zaplatil šest miliónů dolarů. Ani v tomto roce nezískal žádné body, šestkrát boural a svým týmovým kolegou José Maríou Lópezem byl poražen v poměru 30:1.

## WS Renault 3.5
2009 - Vyhrál 1 závod, celkově skončil na 2. místě.

## Kompletní výsledky
| Legenda k tabulce | Legenda k tabulce                                                                       |
| Barva             | Výsledek                                                                                |
| ----------------- | --------------------------------------------------------------------------------------- |
| Zlatá             | Vítěz                                                                                   |
| Stříbrná          | 2. místo                                                                                |
| Bronzová          | 3. místo                                                                                |
| Zelená            | Bodované umístění                                                                       |
| Modrá             | Nebodované umístění                                                                     |
| Modrá             | Dokončil neklasifikován (NC)                                                            |
| Fialová           | Odstoupil (Ret)                                                                         |
| Červená           | Nekvalifikoval se (DNQ)                                                                 |
| Červená           | Nepředkvalifikoval se (DNPQ)                                                            |
| Černá             | Diskvalifikován (DSQ)                                                                   |
| Bílá              | Nestartoval (DNS)                                                                       |
| Bílá              | Závod zrušen (C)                                                                        |
| Světle modrá      | Pouze trénoval (PO)                                                                     |
| Světle modrá      | Páteční testovací jezdec (TD)                                                           |
| Bez barvy         | Netrénoval (DNP)                                                                        |
| Bez barvy         | Vyřazen (EX)                                                                            |
| Bez barvy         | Nepřijel (DNA)                                                                          |
| Bez barvy         | Odvolal účast (WD)                                                                      |
| Bez barvy         | Nezúčastnil se (prázdné)                                                                |
| Označení          | Význam                                                                                  |
| Tučnost           | Pole position                                                                           |
| Kurzíva           | Nejrychlejší kolo                                                                       |
| †                 | Jezdec nedojel do cíle, ale byl klasifikován, protože odjel více než 90 % délky závodu. |
| ‡                 | Byl udělován poloviční počet bodů, protože bylo odjeto méně než 75 % délky závodu.      |
| Horní index       | Umístění bodujících jezdců ve sprintu                                                   |

### Formule 1
| Rok  | Tým          | Šasi       | Motor                  | 1   | 2   | 3      | 4   | 5   | 6   | 7   | 8   | 9   | 10     | 11     | 12  | 13  | 14  | 15     | 16  | 17  | 18  | 19     | Body | Umístění |
| ---- | ------------ | ---------- | ---------------------- | --- | --- | ------ | --- | --- | --- | --- | --- | --- | ------ | ------ | --- | --- | --- | ------ | --- | --- | --- | ------ | ---- | -------- |
| 2010 | Lotus Racing | Lotus T127 | Cosworth CA2010 2,4 V8 | BHR | AUS | MAL TD | CHN | ESP | MON | TUR | CAN | EUR | GBR TD | GER TD | HUN | BEL | ITA | SIN TD | JPN | KOR | BRA | ABU TD | -    | -        |

### GP2 Series
| Rok  | Tým               | 1          | 2          | 3           | 4          | 5           | 6          | 7           | 8          | 9          | 10          | 11          | 12          | 13          | 14          | 15         | 16          | 17          | 18          | 19          | 20         | 21         | 22         | 23         | Body | Umístění  |
| ---- | ----------------- | ---------- | ---------- | ----------- | ---------- | ----------- | ---------- | ----------- | ---------- | ---------- | ----------- | ----------- | ----------- | ----------- | ----------- | ---------- | ----------- | ----------- | ----------- | ----------- | ---------- | ---------- | ---------- | ---------- | ---- | --------- |
| 2005 | DAMS              | IMO FEA 17 | IMO SPR 12 | CAT FEA 12  | CAT SPR 7  | MON FEA Ret | NÜR FEA 14 | NÜR SPR 10  | MAG FEA 14 | MAG SPR 10 | SIL FEA Ret | SIL SPR Ret | HOC FEA Ret | HOC SPR 16  | HUN FEA Ret | HUN SPR 13 | IST FEA Ret | IST SPR 15  | MNZ FEA 14  | MNZ SPR 11  | SPA FEA 13 | SPA SPR 15 | BHR FEA 11 | BHR SPR 10 | 0    | 24. místo |
| 2006 | Super Nova Racing | VAL FEA 15 | VAL SPR 10 | IMO FEA Ret | IMO SPR 15 | NÜR FEA 19  | NÜR SPR 9  | CAT FEA Ret | CAT SPR 14 | MON FEA 10 | SIL FEA 12  | SIL SPR 7   | MAG FEA Ret | MAG SPR 15  | HOC FEA 22  | HOC SPR 10 | HUN FEA 16  | HUN SPR Ret | IST FEA Ret | IST SPR Ret | MNZ FEA 14 | MNZ SPR 10 |            |            | 0    | 24. místo |
| 2011 | Super Nova Racing | IST FEA 12 | IST SPR 5  | CAT FEA 14  | CAT SPR 6  | MON FEA 15  | MON SPR 10 | VAL FEA 16  | VAL SPR 16 | SIL FEA 21 | SIL SPR 15  | NÜR FEA 16  | NÜR SPR 12  | HUN FEA Ret | HUN SPR Ret | SPA FEA 7  | SPA SPR 21  | MNZ FEA 18  | MNZ SPR Ret |             |            |            |            |            | 5    | 18. místo |

### GP2 Asia Series
| Rok  | Tým            | 1           | 2          | 3         | 4           | 5         | 6         | 7           | 8           | 9           | 10         | Body | Umístění  |
| ---- | -------------- | ----------- | ---------- | --------- | ----------- | --------- | --------- | ----------- | ----------- | ----------- | ---------- | ---- | --------- |
| 2008 | ART Grand Prix | DUB1 FEA 8  | DUB1 SPR 2 | SEN FEA 8 | SEN SPR 1   | SEP FEA 2 | SEP SPR 6 | BHR FEA Ret | BHR SPR Ret | DUB2 FEA 11 | DUB2 SPR 6 | 24   | 4. místo  |
| 2011 | DAMS           | YMC FEA Ret | YMC SPR 15 | IMO FEA 8 | IMO SPR Ret |           |           |             |             |             |            | 1    | 14. místo |